# Eva Brunne
Gerd Eva Cecilia Brunne (Malmö, 7 marzo 1954) è una vescova luterana svedese.
Nel 2009 è stata eletta vescovo della diocesi di Stoccolma della Chiesa di Svezia. È nota anche per essere la prima donna apertamente lesbica a raggiungere la carica di vescovo luterano.

## Biografia
Dopo la scuola si è dedicata allo studio della teologia protestante e, dopo l'ordinazione sacerdotale, ha servito per 16 anni in una parrocchia di Stoccolma.
Vive in un'unione civile con la pastora luterana Gunilla Linden e con il figlio di quest'ultima, nato nel 2006.
Nel 2009 ha ottenuto 412 voti a favore nella votazione per la carica di vescovo, superando il concorrente pastore Hans Ulfvebrand che si è fermato a 365 preferenze.
La sua elezione ha causato scandalo all'interno di una parte dell'ambiente della Chiesa di Svezia.
La sua ordinazione formale a vescovo è avvenuta l'8 novembre 2009 a Uppsala, quando è succeduta al vescovo Caroline Krook che, nel novembre del 2009, è andata in pensione.

## Genealogia episcopale
La genealogia episcopale è:
- Cardinale Guillaume d'Estouteville, O.S.B.Clun.
- Papa Sisto IV
- Papa Giulio II
- Cardinale Achille Grassi
- Vescovo Paride Grassi
- Vescovo Peder Månsson
- Arcivescovo Laurentius Petri
- Vescovo Jacob Johannis
- Arcivescovo Laurentius Petri Gothus
- Arcivescovo Andreas Laurentii Björnram
- Vescovo Petrus Benedicti
- Arcivescovo Abraham Angermannus
- Arcivescovo Petrus Kenicius
- Arcivescovo Olaus Martini
- Arcivescovo Laurentius Paulinus Gothus
- Vescovo Jonas Magni Wexionensis
- Arcivescovo Johannes Canuti Lenaeus
- Vescovo Samuel Enander
- Arcivescovo Lars Stigzelius
- Arcivescovo Johan Baazius il Giovane
- Arcivescovo Olov Svebilius
- Arcivescovo Mattias Steuchius
- Arcivescovo Johannes Steuchius
- Arcivescovo Henrik Benzelius
- Arcivescovo Karl Fredrik Mennander
- Arcivescovo Uno von Troil
- Arcivescovo Jacob Axelsson Lindblom
- Arcivescovo Carl von Rosenstein
- Arcivescovo Johan Olof Wallin
- Arcivescovo Hans Olof Holmström
- Arcivescovo Henrik Reuterdahl
- Arcivescovo Anton Niklas Sundberg
- Vescovo Martin Johansson
- Vescovo Olof Bergqvist
- Arcivescovo Erling Eidem
- Arcivescovo Gunnar Hultgren
- Arcivescovo Ruben Josefson
- Arcivescovo Olof Sundby
- Arcivescovo Bertil Werkström
- Arcivescovo Gunnar Weman
- Arcivescovo Anders Wejryd
- Vescovo Gerd Eva Cecilia Brunne